# Скотт Мелланбі
Скотт Едгар Мелланбі (англ. Scott Edgar Mellanby; 11 червня 1966, м. Монреаль, Канада) — канадський хокеїст, правий нападник. Помічник головного тренера «Сент-Луїс Блюз».
Виступав за Вісконсинський університет (NCAA), «Філадельфія Флайєрс», «Едмонтон Ойлерс», «Флорида Пантерс», «Сент-Луїс Блюз», «Атланта Трешерс».
В чемпіонатах НХЛ — 1431 матч (364 голи, 476 передач), у турнірах Кубка Стенлі — 136 матчів (24 голи, 29 передач).
У складі молодіжної збірної Канади учасник чемпіонату світу 1986. 
Досягнення
- Срібний призер молодіжного чемпіонату світу (1986).

Тренерська кар'єра
- Помічник головного тренера «Сент-Луїс Блюз» (з 2010, НХЛ).